# Saguinus
Saguinus és un gènere de titís que viuen a les selves de Sud-amèrica. Aquests primats mesuren 175-310 mm de llargada i pesen 225-900 g. La cua mesura 250-400 mm de llargada. El color del pelatge varia molt d'una espècie a l'altra. Els micos del gènere Saguinus viuen principalment a les selves tropicals, boscos caducifolis secs i zones boscoses obertes. La majoria d'espècies viuen a la selva amazònica, al nord del riu Amazones i l'oest del riu Madeira. Algunes espècies també viuen al nord de Colòmbia, Panamà i Costa Rica. Es tracta d'animals diürns i arborícoles. S'alimenten principalment d'ortòpters, larves d'escarabat i altres insectes, fruits petits i dolços, saba i nèctar. A vegades també mengen aranyes, cargols, petits vertebrats com ara sargantanes i granotes, o material vegetal tou.